# 알렉산드로스 (이름)
알렉산드로스(그리스어: Αλέξανδρος)는 그리스어 이름이다. '지킴'이라는 뜻의 'αλέξ'와 '남자'라는 뜻을 가진 낱말의 소유격 'ανδρος'의 합성어이다.
알렉산드로스에서 비롯한 이름은 다음과 같다.
- 그리스어: Alexandros(알렉산드로스)
- 독일어: Alexander(알렉산더)
- 라틴어: Alexander(알렉산데르)
- 러시아어: Александр(알렉산드르)
- 루마니아어: Александру(알렉산드루)
- 불가리아어: Alexandru(알렉산더르)
- 세르비아어: Александар(알렉산다르)
- 아랍어: Iskandar (이스칸다르)
- 에스파냐어: Alejandro(알레한드로)
- 영어: Alexander(알렉산더)
- 이탈리아어: Alessandro(알레산드로)
- 체코어: Alexander(알렉산데르)
- 튀르키예어 : Iskender(이스켄데르)
- 포르투갈어: Alexandre(알렉산드르)
- 프랑스어: Alexandre(알렉상드르)
- 헝가리어: Sándor (샨도르)

## 같이 보기
- 알렉스